# Échelles en physique
Cet article rassemble les différentes échelles d'énergie caractéristiques apparaissant dans le modèle standard de la physique et au-delà du modèle standard.

## Échelle de brisure électrofaible
C'est l'échelle, notée couramment {\displaystyle m_{ew}\,} à laquelle la symétrie électrofaible {\displaystyle SU(2)\times U(1)\,} est brisée spontanément vers le groupe {\displaystyle U(1)\,} décrivant l'électrodynamique quantique. À cette échelle les bosons W acquièrent une masse par le mécanisme de Higgs. Elle est de l'ordre de 100 GeV.

## Échelle de grande unification
C'est l'échelle à laquelle les constantes de couplage des trois interactions fondamentales microscopiques, à savoir l'interaction électromagnétique, l'interaction faible, et l'interaction forte deviennent sensiblement égales. Il est conjecturé qu'à cette échelle, notée {\displaystyle m_{GUT}\,} dans la littérature scientifique, les trois forces fusionnent en une unique interaction, de façon semblable au mécanisme aboutissant à la théorie électrofaible, décrite par un groupe de jauge unique. En l'absence de données expérimentales relatives à ce domaine d'énergie il existe plusieurs modèles théoriques cohérents décrivant cette unification. Le plus courant est le modèle basé sur un groupe {\displaystyle SU(5)\,}.

## Échelle de compactification
Dans les modèles à dimensions supplémentaires, cette échelle fixe le régime en dessous duquel l'espace-temps paraît avoir seulement 4 dimensions.

## Échelle de Planck
C'est l'échelle à laquelle la constante de couplage de la gravitation devient du même ordre que celui des autres interactions fondamentales. À cette échelle il est nécessaire de posséder une théorie de la gravité quantique pour décrire précisément la fusion entre toutes les interactions. À ce jour la théorie des cordes est la seule théorie candidate à l'unification de toutes les forces.

## Échelle de cordes
En théorie des cordes, c'est l'échelle de masse, notée {\displaystyle m_{s}\,}, pour les états quantiques de cordes. Elle est fixée par la tension des cordes {\displaystyle \alpha '\,} via la relation {\displaystyle m_{s}=\alpha '^{-1/2}\,} et représente la seule quantité dimensionée fixée dès le départ dans la théorie. Elle est reliée de façon naturelle à la valeur de la masse de Planck en fonction des autres constantes de couplage de la théorie qui sont, elles, fixées de façon dynamique et non par construction comme c'est le cas pour {\displaystyle \alpha '\,}.